# Chausseehaus Köchstedt

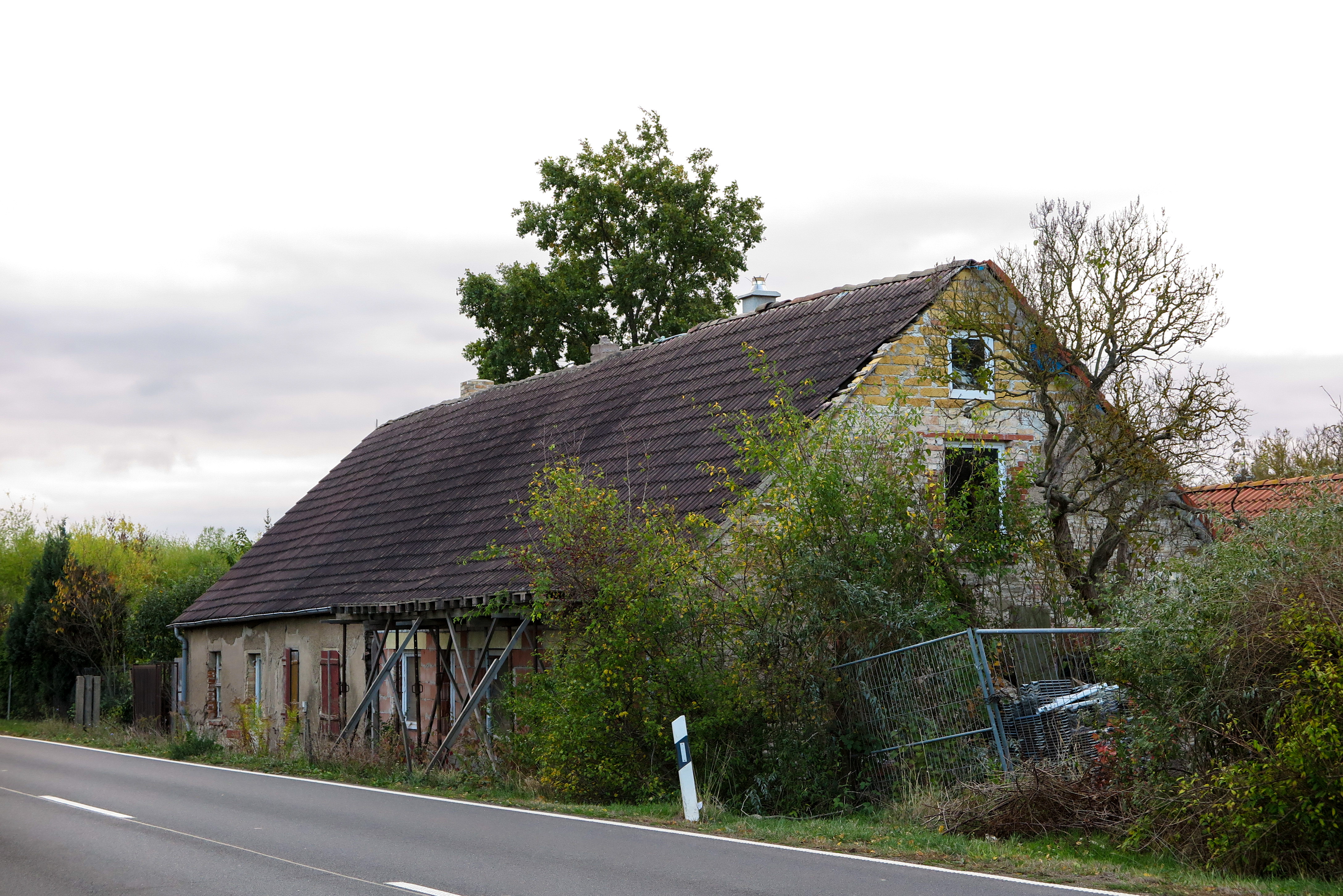
Chausseehaus Köchstedt

Das Chausseehaus von Köchstedt befindet sich an der Eislebener Straße zwischen Bennstedt und Langenbogen im Saalekreis in Sachsen-Anhalt. Es steht auf der Flur von Köchstedt und wird daher nach dem Dorf jenseits der Bundesstraße 80 benannt.
Als das Königreich Westphalen gebildet war, wurden neue Verbindungen gebaut, die den Namen Chaussee trugen und zum Teil ähnlich ausgestattet waren wie preußische Staatschausseen. Es ist noch nicht völlig geklärt, wieso die Chausseehäuser an der (französischen) Chaussee Halle–Langenbogen, die in den Jahren 1809 und 1810 entstand, genauso aufgebaut sind, wie die Chausseehäuser an der preußischen Chaussee Magdeburg–Halle–Leipzig (vgl. etwa das Chausseehaus Sylbitz). Vermutlich hat man sich der Entwürfe bedient und sie nach diesen erbaut. Es steht westlich der Brücke über den Würdebach.
Das Chausseehaus Köchstedt wurde wahrscheinlich genauso wie jenes in Nietleben im Jahr 1810 eröffnet, die Chaussee diente vor allem der Anbindung der beiden Königlichen Braunkohlegruben in Langenbogen und Zscherben an die Königliche Saline in Halle (Saale), zu denen sie jeweils Abzweigungen hatte. Hier, an der alten Verbindung Halle–Eisleben, entstand ein Wohnhaus für die Angestellten, die für die Einnahme des Chausseegeldes beziehungsweise die Wartung der Straße zuständig sind. Im Jahr 1871, vier Jahre vor der Abschaffung des Chausseegeldes, lebten hier elf Menschen. Ende des 19. Jahrhunderts entstand an der Flussbiegung des Würdebaches der Bahnhof Bennstedt, bei dem auch eine Nebenbahn abzweigte, die direkt hinter dem Chausseehaus entlang führte und bei der Zuckerfabrik Langenbogen endete.
Aus der Chaussee wurde im Jahr 1934 die Reichsstraße 80, dann die Fernverkehrsstraße 80. Dann wurde sie von einem neuen Verlauf abgelöst und zur Landesstraße herabgestuft und ist heute in diesem Abschnitt Teil der L 156, während der neue Verlauf, einige hundert Meter südlich des Chausseehauses, die Bundesstraße 80 ist. Das Chausseehaus dient heute als Wohnhaus, gegenüber entstand ein Gewerbegebiet der Nachbargemeinde Zappendorf, südöstlich eine Kleingartenanlage, die sich bis nach Bennstedt und zur B 80 zieht.